# كارميلو سيميون
كارميلو سيميون (بالإسبانية: Carmelo Simeone)‏ مواليد 22 سبتمبر 1934 في سيوداديلا، بوينس آيرس، الأرجنتين - الوفاة 11 أكتوبر 2014 في بوينس آيرس، كان لاعب كرة قدم أرجنتيني كان يلعب كمدافع. سبق له أن لعب في كأس العالم لكرة القدم مع منتخب بلاده.

## المسيرة الاحترافية

### أندية لعب لها
- فيليز سارسفيلد
- بوكا جونيورز

## روابط خارجية
- كارميلو سيميون على موقع الاتحاد الدولي (مؤرشف)  (الإنجليزية)
- كارميلو سيميون على موقع قاعدة بيانات كرة القدم.إي يو (الإنجليزية)
- كارميلو سيميون على موقع ناشيونال فوتبول تيمز (الإنجليزية)